# Saussay-la-Campagne
Saussay-la-Campagne é uma comuna francesa na região administrativa da Normandia, no departamento de Eure. Estende-se por uma área de 5 km². Em 2010 a comuna tinha 540 habitantes (densidade: 108 hab./km²).